# Ferdinand Petr
Ferdinand Petr (Sadská, 19 november 1911 – Praag, 17 december 1968) was een Tsjechisch componist en dirigent.
Petr richtte in 1943 een eigen dansorkest op. Vanaf 1945 trad dit orkest regelmatig op in het hele land en verzorgde verschillende radio-opnamen en -uitzendingen. Daardoor werd zijn ensemble erg populair. Als componist schreef hij vooral lichtere muziek. Tot zijn bekendste werken behoren de Mělnická polka en de Jásáva (Jubel) Polka.

## Composities

### Werken voor harmonieorkest
- 1964 Mělnická polka
- 1968 Jásáva (Jubel) Polka